# Pogromos de 1391 en España
La masacre antisemita de 1391 fue una muestra de antisemitismo y violencia contra los judíos que se inició el 6 de junio de ese año en la ciudad de Sevilla y se extendió a casi todos los reinos cristianos de la península ibérica: las coronas de Castilla y Aragón y el reino de Navarra. Hubo saqueos, incendios, matanzas y conversiones forzadas de judíos en las principales juderías de las ciudades. Las revueltas más graves fueron las iniciadas en Sevilla y aquellas ocurridas en Córdoba, Toledo y otras ciudades castellanas.
Historiográficamente, a esta masacre se la ha denominado con el término centroeuropeo "pogromo" y en hebreo: גזירות קנ"א‎, Gzirot kana, «pogromo» o «conversiones forzadas del 5151» (año correspondiente en el calendario hebreo). 

## Causas
Las causas más profundas derivan de la crisis del siglo XIV, que, además de sus efectos económicos y sociales, en la Corona de Castilla había dado lugar a la primera guerra civil castellana y el establecimiento de la Casa de Trastámara (1366-1369), enfrentada desde 1390 a un momento especialmente delicado: la llegada al trono de Enrique III de Castilla en minoría de edad (11 años); a lo que se sumaba la relación entre la monarquía autoritaria y los judíos, sobre todo la percepción social de esa relación.
Toda Europa sufría desde hacía medio siglo la peste de 1348, de devastadoras consecuencias demográficas (se calcula que murió la tercera parte de la población del continente), socioeconómicas y políticas. En la búsqueda de explicaciones al fenómeno pudo verse el recurso a todo tipo de causas mágico-imaginarias, como atribuirlo a un castigo divino a los cristianos por permitir la presencia de la raza deicida (los judíos) entre ellos; o culpar directamente a los judíos de envenenar los pozos de agua para propagar la peste (atribuyéndoles el propósito de destruir la cristiandad). El deterioro de la convivencia, alterada también por la fama que tenían los judíos de ricos y el afán de robarles, llevó al estallido de revueltas antisemitas, incluyendo la matanza de miles de judíos, que comenzaron en la Europa central y se extendieron hasta España. Ricardo García Cárcel, en La Inquisición (ISBN 84-7969-011-9) anota que, dado que las conversiones masivas habían tenido lugar entre 1391 y 1415, es poco razonable atribuir el refuerzo de la institución inquisitorial hecho por los Reyes Católicos a la persecución del 'judaísmo', y lo pone en un intento de Isabel y Fernando de ganarse el apoyo eclesial para su intención de poder absoluto.
La hostilidad manifiesta contra la población judía en Sevilla se vio acentuada desde el escándalo que protagonizó en 1379 José Pichón (de nombre judío Yusaph o Yuzaf), almojarife y contador mayor (administrador de los impuestos reales) de Enrique II de Castilla. Denunciado por sus propios correligionarios judíos, fue primero a la cárcel, de la que se libró con el pago 40.000 doblas. No obstante, fue ejecutado en su propia casa por tres miembros de la comunidad judía, según la costumbre (tras obtener un albalá que permitía la muerte de los malsines). El rey mandó matar a los tres judíos responsables de la ejecución, y cortar la mano del alguacil mayor que había intervenido en ella. A partir de entonces se retiró a la comunidad judía la potestad que hasta entonces había tenido de aplicar justicia de sangre entre sus miembros.

## Masacre

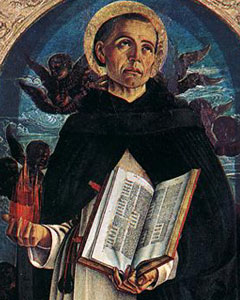
Ferrán Martínez fue uno de los ejemplos más significativos de antisemitismo que existieron en la historia de España; su lema era «bautismo o muerte». La cita "conversión o muerte" confunde a FERRÁN Martínez con Vicente FERRER (representado en la ilustración).

La causa desencadenante inmediata de la revuelta sevillana fueron las predicaciones antisemitas que desde hacía quince años (1376) venía efectuando el arcediano de Écija, Ferrán Martínez, que incitaba a la población de Sevilla contra los judíos. A los protagonistas del tumulto, seguidores del predicador, se les conocía como matadores de judíos. A los motivos religiosos, se sumó la percepción de impunidad de los que asaltaban y destruían las sinagogas, a causa de la situación política (vacío de poder durante la minoría de Enrique III).
Las matanzas de judíos se extendieron a otras ciudades, primero del valle del Guadalquivir (Córdoba, Andújar, Montoro, Jaén, Úbeda, Baeza, etc.) y luego de la Meseta Sur (Villa-Real -hoy Ciudad Real-, Cuenca, Huete, Escalona, Madrid, Toledo -18 de junio-, etc.) y otras zonas castellanas (Burgos, Logroño -12 de agosto-, etc.) y de la Corona de Aragón (Valencia -9 de julio-, Orihuela, Játiva, Barcelona -5 de agosto-, Lérida -13 de agosto-, Mallorca, etc.) donde había también notables predicaciones antisemitas: las de San Vicente Ferrer (su lema era bautismo o muerte). Hay autores que niegan que Vicente Ferrer estuviera en Valencia en 1391 y que insisten en que nunca aprobó la violencia, aunque sí que pensaba que aquel quebranto era una buena oportunidad para intensificar la catequesis.
En el momento de los pogromos, las Cortes de Castilla estaban reunidas en Madrid. Al enterarse de los acontecimientos, se decidió enviar un procurador a cada ciudad con una carta, redactada en los términos más apremiantes posibles, en la esperanza de que se consiguiera contener la revuelta; objetivo que sólo se consiguió parcialmente.

### Sevilla
A mediados del siglo XIV, el número de familias de la judería de Sevilla podía calcularse en unas doscientas (era la segunda judería de la Corona de Castilla, después de Toledo); muchas de ellas se dedicaban a la industria y el comercio. El préstamo de dinero a alto interés y su riqueza suscitaba la envidia y el odio de la población. Los judíos estaban frecuentemente expuestos a los ataques y al maltrato.
Un primer motín estalló el 15 de marzo de 1391, durante el cual varios judíos fueron asesinados; pero los nobles, que los protegían, pronto sofocaron la sublevación. Tres meses después, el 6 de junio, la población enfurecida atacó masivamente las juderías, saqueando y quemando las casas. Se dijo que más de 4000 judíos fueron asesinados, aunque la mayor parte se vio obligada a aceptar el bautismo para salvar sus vidas. Según una carta de Hasdai Crescas, las mujeres y los niños fueron vendidos como esclavos a los musulmanes.
El canciller Pero López de Ayala incluyó en su Crónica referencias a esta revuelta:

En estos días llegaron a la cámara do el consejo de los señores e caballeros e procuradores estaba ayuntado, los judíos de la corte del rey que eran allí venidos de los más honrados del Regno a las rentas que se habían entonces de facer, e dixéronles que avían avido cartas del aljama de la cibdad de Sevilla, cómo un arcediano de Écija en la iglesia de Sevilla, que decían don Ferrand Martínez, predicaba por plaza contra los judíos, e que todo el pueblo estaba movido para ser contra ellos. E que por quanto Don Juan Alfonso, conde de Niebla, e Don Álvar Pérez de Guzmán, alguacil Mayor de Sevilla, ficieron azotar un ome que facía mal a los judíos, todo el pueblo de Sevilla se moviera, e tomaran preso al alguacil, e quisieran matar al dicho conde e a Don Álvar Pérez; e que después acá todas las cibdades estaban movidas para destroir los judíos, e que les pedía por merced que quisiesen poner en ello algúnd remedio.

E los del Consejo, desque vieron la querella que los judiós de Sevilla les daban, enviaron a Sevilla un caballero de la cibdad que era venido a Madrid por procuradores, e otro a Córdoba, e así a otras partes enviaron mensajeros e cartas del rey, las más premiosas que pudieron ser fechas en esta razón. E desque llegaron estos mensajeros con las cartas del rey libradas del Consejo a Sevilla, e Córdoba e otros logares, asosegóse el fecho, pero poco, ca las gentes estaban muy levantadas e non avían miedo de ninguno, e la cobdicia de robar los Judíos crecía cada día.

(...)

vino el Rey a la cibdad de Segovia; e estando allí, ovo nuevas cómo el pueblo de la ciudad de Sevilla avia robado la Judería, e que eran tornados christianos los más judios que y eran, e muchos de ellos muertos. E que luego que estas nuevas sopieron en Córdoba, e en Toledo, ficieron eso mesmo, é así en otros muchos logares del Regno.
E sabido por el Rey cómo los judios de Sevilla e de Córdoba e de Toledo eran destroidos, como quier que enviaba sus cartas e ballesteros a otros logares por los defender, en tal manera era el fecho encendido, que non cedieron ninguna cosa por ello; antes de cada dia se avivaba mas este fecho: é de tal manera acaesció, que eso mismo ficieron en Aragón, e en las cibdades de Valencia, e de Barcelona, e de Lérida, e otros logares.
E todo esto fue cobdicia de robar, segund paresció, más que devoción.
E eso mismo quisieron facer los pueblos a los moros que vivían en las cibdades e vilas del Regno, salvo que non se atrevieron, por quanto ovieron rescelo que los christianos que estaban captivos en Granada, e allende la mar, fuesen muertos.
E el comienzo de todo este fecho e daño de los judíos vino por la predicación e inducimiento que el arcediano de Écija, que estaba en Sevilla, ficiera; ca antes que el rey don Juan finase avía comenzado a predicar contra los judios; e las gentes de los pueblos, lo uno por tales predicaciones, lo ál por voluntad de robar, otrosí non aviendo miedo al rey por la edad pequeña que avía, e por la discordia que era entre los Señores del Regno por la quistión del testamento, e del Consejo, ca non presciaban cartas del Rey, nin mandamientos suyos las cibdades nin villas nin caballeros; por ende acóntesció este mal segund avemos contado.

En 1396, el rey encargó a Diego López de Zúñiga y Juan Hurtado de Mendoza remodelar la judería de Sevilla, redenominada como Villa Nueva. Las cuatro sinagogas fueron convertidas en iglesias o conventos: la iglesia de Santa María de las Nieves o Santa María la Blanca, la iglesia de Santa Cruz, que estuvo en el terreno que hoy ocupa la plaza de Santa Cruz, el solar que la reina Isabel la Católica, a finales del siglo XV, donó a las monjas dominicas del convento de la Madre de Dios e incluso la iglesia de San Bartolomé (que por donación del Rey Alfonso X se había destinado al culto hebraico, como sinagoga. Este edificio ya convertido en parroquia cristiana, y hasta la ruina declarada en 1778, mantuvo sus inscripciones hebreas).

### Córdoba
Dos días después de que empezara la revuelta de Sevilla, se inició la de Córdoba. Con el pretexto de obligar a los judíos a convertirse al cristianismo, una multitud, entre la que se encontraban clérigos y criados de las casas nobles, irrumpió en la judería y en el castillo, saqueando y matando a los judíos. La matanza se prolongó durante tres días, en los que fueron exterminados la práctica totalidad de los judíos cordobeses. Los que no fueron asesinados fueron obligados a la conversión.
Las dimensiones del hecho fueron estimadas por el proceso judicial posterior, a cargo de Pedro Martínez, que además de condenas de cárcel y destierro (no queda claro en los documentos si hubo sentencias de muerte), impuso multas cuya cuantía fue negociada directamente entre el rey y el ayuntamiento en 1395, concretándose en la enorme cantidad de 40.000 doblones de oro para la cámara real, considerando que era el rey (y no los judíos) el que debía ser resarcido «por el robo e entraimiento e destruicion de la mi judería e castillo della».
La judería no sufrió daños irreparables, aunque fue cristianizada de inmediato, apoderándose los asesinos de las viviendas y de los bienes de sus víctimas. La sinagoga, que había sido construida en 1315, perdió su uso como tal, siendo utilizada posteriormente como hospital de rabiosos, primero, y como capilla de los santos Crispín y Crispiniano, después.

### Toledo

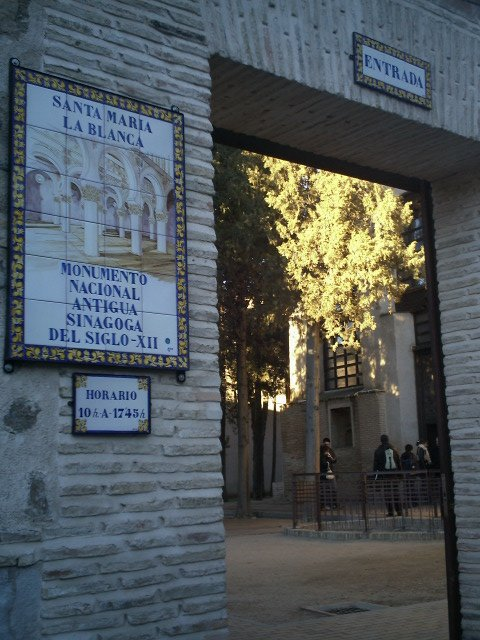
Entrada de la antigua "Sinagoga Mayor", principal centro de culto hebreo en Toledo hasta el, expropiada y rebautizada como Iglesia de Santa María la Blanca.

A finales del siglo XIV, Toledo era una ciudad con una significativa población judía y musulmana. Había diez sinagogas y cinco centros de estudio y oración o madrazas, a las que quizás haya que añadir dos más de las que existe noticia documental. De estas diez, casi todas quedaron destruidas tras el pogromo de 1391, y sólo se han podido identificar con seguridad el Templo Nuevo, Sinagoga Nueva o Sinagoga Mayor, convertida en la Iglesia de Santa María la Blanca y la Sinagoga del Tránsito, que aloja en la actualidad el Museo Sefardí. El 18 de junio de 1391 las revueltas llegaron a la ciudad, y la judería de Toledo fue atacada en las penumbras de la noche de manera similar a otras ciudades del reino. Entre las víctimas de la matanza se encontraban destacados artesanos, poetas y hombres de letras.
En la judería toledana existía un importante y antiguo molino, llamado después de las matanzas Molino de la degollina o de la judiada.

...en Toledo fue secundado el hervor nacional y numerosos hebreos cayeron en la fosa, bien pasados por la hoguera, bien pasados por las armas blancas, ora despeñados, ora arrojados a las cisternas. Un considerable número de adeptos a la ley mosaica, sufrieron torturas tremendas, siendo degollados, hacinados, estrujados, deshechos en las mismas muelas, o piedras de sus molinos, enrojeciendo con sangre las aguas del Tajo por mucho tiempo.
Juan Moraleda y Esteban (1911)

En febrero de 1398, el rey ordenó al alcalde Juan Alfonso y al tesorero mayor Juan Rodríguez de Villareal que hicieran averiguaciones sobre quiénes habían cometido los robos en la judería de Toledo, imponiéndoles a los culpables una multa de 30.000 doblas de oro. Las desastrosas consecuencias económicas para la ciudad se dejaron sentir muy pronto; especialmente en los particulares, monasterios y otras instituciones religiosas que perdieron las rentas que tenían situadas sobre los tributos de las aljamas judaicas. Los más afectados fueron los capellanes de la Real capilla, cuyos beneficios eclesiásticos tenían sus rentas situadas en la judería.

### Barcelona
El 5 de agosto de 1391, día en que se festejaba Santo Domingo, fue asaltada y destruida la judería o call de Barcelona, que para la época contaba con el 15 % del total de la población de la ciudad (Benjamín de Tudela, a su paso por la ciudad en el siglo XI, la describió como una comunidad santa de hombres sabios y prudentes y grandes príncipes). Se produjeron unas 300 muertes. Las cinco sinagogas del call, junto a todos los bienes de la comunidad judía, pasaron a ser propiedad del rey.
A partir de las conversiones, los afectados pudieron ocupar cargos que anteriormente les estaban prohibidos por ser judíos.

### Zonas libres de revueltas
Se ha señalado la menor intensidad de las revueltas en su difusión hacia otros puntos una vez alcanzados Ciudad Real, Toledo y Madrid. Illescas, Ocaña o Torrijos sufrieron daños menos graves. Otras poblaciones de la zona central con notables juderías no parece que sufrieran disturbios, como Maqueda, Talavera de la Reina, Alcalá de Henares, Guadalajara, Hita, Uceda, Buitrago, Mondéjar, Pastrana, Almoguera, Zorita, Tendilla, Cogolludo, El Puente del Arzobispo, Cobeña o Torija. Se ha atribuido esta circunstancia a la sujeción de estas juderías a señores poderosos, como el arzobispado de Toledo, la Orden de Calatrava y la Casa del Infantado.
En cuanto a la Corona de Aragón, mientras que las comunidades judías de Barcelona, Valencia y Mallorca se vieron muy afectadas (se llega a decir que "desaparecieron"), la de Zaragoza incluso prosperó, pasando de 300 familias en 1369 a 350 a comienzos del siglo XV.

## Consecuencias
Entre muertes, huidas y conversiones forzosas, muchas comunidades judías, especialmente la sevillana, prácticamente desaparecieron.

Perdiéronse por este levantamiento en este tiempo las aljamas de judíos de Sevilla e Córdoba e Burgos e Toledo e Logroño, e muchas otras del regno; e en Aragón las de Barcelona e Valencia e otras muchas; e los que escaparon quedaron muy pobres.
Pero López de Ayala.

Hicieron cambiar su religión por la del dios extranjero del país a más de doscientos mil judíos.
Yosef ben Sadiqq de Arévalo.

Los procesos históricos que surgieron y continuaron posteriormente a la revuelta fueron muy significativos: fundamentalmente el problema cristiano viejo-cristiano nuevo originado como consecuencia de la aparición de una numerosa comunidad de judeoconversos a partir de las conversiones forzosas (fueran sinceros cristianos o mantuvieran en secreto su antigua fe -criptojudíos-, pues todos ellos eran percibidos socialmente de forma conjunta e indistinta, y llamados despectivamente "marranos", apelativo que prefieren los propios afectados, según indica Michael Alpert en: 'Criptojudaísmo e inquisición en los siglos XVII y XVIII', ISBN 84-344-6631-7). El denominado "problema converso" tuvo como hitos fundamentales la revuelta de Pedro Sarmiento o revuelta anticonversa de Toledo (1449), el refuerzo de la Inquisición española, establecida en Aragón contra la herejía cátara en el siglo XIII -R Gª-Cárcel, op.cit.-, en la bula de Sixto IV: 'Exigit sinceras devotionis affectus' (1478) y la expulsión de los judíos de España de 1492; y ni siquiera terminó entonces, sino que continuó en la Edad Moderna.

### Ola emigratoria
El pogromo de 1391 provocó una gran ola emigratoria, tanto dentro de la península ibérica (al principio, en dirección a Portugal) como fuera de ella (posteriormente, hacia el norte de África) y a localidades hoy turcas, como Estambul o Esmirna (Fuente: 'Los sefardíes', por José Meir Estrugo).
Entre los que protagonizaron esta emigración se encuentra la familia Abravanel, que emigró de Sevilla a Portugal después de la conversión forzada en 1391 de Samuel Abravanel. Entre los emigrantes al Magreb se encuentra el rabino Isaac ben Sheshet Perfet -conocido por su acrónimo Ribash (ריב"ש)-, una autoridad talmúdica y una de las principales autoridades rabínicas medievales sefardíes. Los emigrantes españoles judíos tuvieron una gran influencia en las comunidades judías del norte de África y causaron un renacimiento cultural entre los judíos de la zona.